# Bolesty-Kolonia
Bolesty-Kolonia – kolonia  w Polsce położona w województwie mazowieckim, w powiecie łosickim, w gminie Olszanka. 
Kolonia wchodzi w skład sołectwa Bolesty.
W latach 1975–1998 miejscowość administracyjnie należała do województwa bialskopodlaskiego.
Wierni Kościoła rzymskokatolickiego należą do parafii św. Jana Chrzciciela w Hadynowie.